# Linda Desmedt
Linda Desmedt is een personage in de VTM-televisieserie Familie, gespeeld door Hilde Van Wesepoel.

## Overzicht
Jan heeft Linda ontmoet na zijn scheiding met Nele en werd meteen verliefd op haar. Ze trouwden dan ook kort nadien. Al snel blijkt dat Linda van aanpakken weet en ze kan Jan dan ook makkelijk de baas. Thuis heeft ze de touwtjes in handen, zowel bij haar man als bij de kinderen.
Ze werkte vroeger als verpleegster maar is daarna huisvrouw geworden. Door financiële moeilijkheden moest ze echter weer gaan werken als verpleegster. Zo werkt ze nu samen met haar stiefdochter Mieke Van den Bossche en met Trudy Tack De Rixart De Waremme.
Haar relatie met Jan is zeer standvastig, maar toch hebben ze maar al te vaak meningsverschillen en ruzies. Zo kan Linda zich vaak ergeren aan het kinderachtige gedrag van Jan. Wanneer hij het café van Dimi wil overnemen is ze er niet over te spreken, maar uiteindelijk legt ze er zich toch bij neer. Sindsdien woont ze samen met Jan en Guido boven het café.
Linda krijgt het moeilijk in haar relatie wanneer een man opduikt met wie ze destijds nog een buitenechtelijke relatie had. William betovert haar opnieuw terwijl Jan steeds meer aan zichzelf denkt en Linda op de zenuwen werkt. Linda moet met zeer veel moeite haar gevoelens onderdrukken. Uiteindelijk vertrekt William samen met zijn echte vrouw terug naar Zweden, waar hij later plots sterft.
In 2017 begint Jan een affaire met Viv, een vriendin van Linda. Linda ontdekt deze affaire en liegt over het feit dat ze een hersentumor heeft en niet meer lang te leven heeft. Jan besluit om Viv te laten vallen en voor Linda te zorgen voor de tijd die haar nog rest. In oktober 2017 ontdekt Jan haar leugen en vraagt hij onmiddellijk de scheiding aan met Linda. Linda verdwijnt hierna uit beeld. 
Enkele maanden na haar vertrek vermeldt Guido dat Linda opnieuw de liefde gevonden heeft.